# Hexatoma melanolitha
Hexatoma melanolitha är en tvåvingeart som först beskrevs av Alexander 1927.  Hexatoma melanolitha ingår i släktet Hexatoma och familjen småharkrankar. Inga underarter finns listade i Catalogue of Life.